# Дариас, Каролина
Каролина Дариас Сан-Себастьян (исп. Carolina Darias San Sebastián; род. 25 ноября 1965, Лас-Пальмас) — испанский политический и государственный деятель. Член Испанской социалистической рабочей партии. Мэр Лас-Пальмас-де-Гран-Канария с 17 июня 2023 года. В прошлом — министр здравоохранения Испании (2021—2023), министр отношений с регионами и государственной администрации (2020—2021), спикер парламента Канарских островов (2015—2019), министр экономики в правительстве Канарских островов (2019—2020).

## Биография
Родилась 25 ноября 1965 года в городе Лас-Пальмас на острове Гран-Канария.
Окончила Университет Ла-Лагуна на острове Тенерифе, где изучала право.
В 1999 году стала членом городского совета Лас-Пальмас-де-Гран-Канария от Социалистической партии Канарских островов. В 2004—2007 годах — субделегат правительства в провинции Лас-Пальмас. В 2007—2008 годах — депутат парламента Канарских островов. В 2008—2011 годах — делегат правительства на Канарских островах. Участвовала в региональных выборах 2011 года. В 2011—2015 годах — советник в кабильдо Гран-Канарии.
В 2015 году вторично стала депутатом парламента Канарских островов от Гран-Канарии. 23 июня 2015 года стала первой женщиной, избранной спикером парламента Канарских островов. Занимала эту должность до июня 2019 года, когда президент правительства Канарских островов Анхель Виктор Торрес назначил её министром экономики, знаний и занятости.
13 января 2020 года получила пост министра отношений с регионами и государственной администрации во втором кабинете Педро Санчеса.
27 января 2021 года получила пост министра здравоохранения Испании, после ухода из правительства Сальвадора Ильи. 28 марта 2023 года её сменил Хосе Миньонес.
По результатам муниципальных выборов 28 мая 2023 года, 17 июня избрана мэром Лас-Пальмас-де-Гран-Канария.